# Die pestkranken Tiere

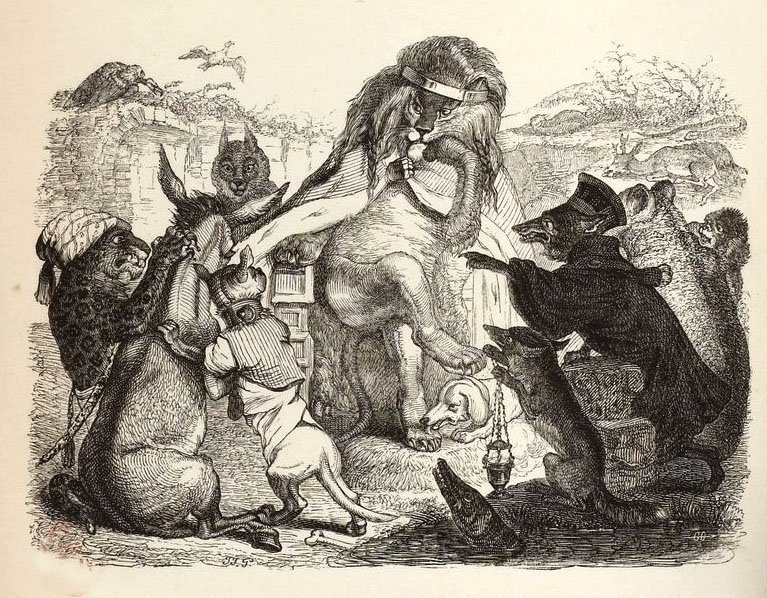
Les Animaux malades de la peste

Die pestkranken Tiere (französisch Les Animaux malades de la peste) ist die erste Fabel aus dem siebten Buch der Sammlung Fables Choisies, Mises En Vers des französischen Dichters Jean de La Fontaine, die er 1678 veröffentlichte.

## Inhalt
Die Fabel berichtet, wie einst fast alle Tiere von einer Pestepidemie dahingerafft wurden und der König der Tiere, der Löwe, dies als Strafe der Götter ansah, die gesühnt werden sollte. Der Löwe beschloss, dass jedes der Tiere seine Sünden bekennen müsse und dasjenige Tier mit den größten Sünden geopfert werden sollte. Er verlangte von seinen Untertanen absolute Aufrichtigkeit, während sie ihre Verbrechen gestehen. Der Löwe begann als Erster und beichtete, dass er unschuldige Schafe und gar den Hirten getötet hatte, ohne dass diese ihm jemals etwas Böses getan hatten. Dann war der Fuchs an der Reihe, der dem Löwen sein Schuldgefühl ausredete, indem er die Schafe als gemeines Pack hinstellte, die nichts Besseres als den Tod verdient hätten. Die anderen Tiere folgten dem Beispiel des Fuchses und ließen sich kein Unrecht nachsagen. Nur der Esel beichtete, dass er verbotenerweise Gras am Wegesrand abgefressen hatte. Der Wolf hielt daraufhin eine Schmährede über den Esel, stellte fest, dass sein abscheuliches Verbrechen („crime abominable“) durch nichts anderes als die Todesstrafe gesühnt werden könne, und machte ihn somit zum Sündenbock. Die Tiere verurteilten den Esel dann zum Tode, da er als Einziger sich schuldig bekannt hatte. Die Fabel endet mit der Moral: Je nachdem, ob Sie mächtig oder gering sind - die Gerichtsurteile werden Sie weiß oder schwarz machen.

## Analyse
La Fontaine zeigt mit dem Umschwenken zwischen zwei Arten des Diskurses die Unberechenbarkeit des Souveräns, denn schließlich bestätigt die Macht des Löwen über seine Untertanen, dass er es ist, der offiziell beide Arten sanktioniert; er ist es, der die Regeln beider ausarbeitet, und er ist es, der diese Regeln nach Belieben ändert. Aus diesem Grund ist es oft schwierig zu erkennen, was innerhalb eines höfischen Milieus eine angemessene Rede sein kann oder nicht.
In den ersten Versen vermeidet der Erzähler den Namen der Pest. Durch die anaphorische Wiederholung des Wortes „mal“ (schlecht) sowie den Reim „terreur / fureur“ (Terror / Wut) wird der Schrecken gesteigert, den die Pest verbreitet. Die so erzeugte Spannung entlädt sich im Wort „La Peste“, das auf diese Weise seinerseits mit besonderem Schrecken erfüllt wird. La Fontaine setzt den Halbsatz „puisqu’il faut l’appeler par son nom“ („Da man es beim Namen nennen muss“) in Klammern, um die Überwindung anzudeuten, die es kostet, den Namen der Pest laut auszusprechen. Es folgen Bilder, Metaphern und Allegorien, welche die Folgen der Epidemie vor Augen führen: das Bild des sich in nur einem Tag füllenden griechischen Totenflusses Acheron, die Metaphorik des Krieges sowie die Allegorie der vor einander fliehenden Turteltauben als Sinnbild für den Verlust von Liebe, Nähe und Freude (siehe La Fontaines Fabel Die beiden Tauben). So verbindet er innerhalb weniger Verse drei literarische Verfahren – Umschreibung, pointierte Benennung sowie bildhafte Darstellung – das Grauen der Pest und deren tiefgreifenden gesellschaftlichen Konsequenzen.